# Liste der Mitglieder des Landtages (Freistaat Schaumburg-Lippe) (1. Wahlperiode)
Diese Liste gibt einen Überblick über alle Mitglieder des Landtages des Freistaates Schaumburg-Lippe in der 1. Wahlperiode (1919 bis 1922).
| Abgeordneter                      | Partei                            | Anmerkungen                                             |
| --------------------------------- | --------------------------------- | ------------------------------------------------------- |
| Karl Abelmann                     | SPD                               | Vizepräsident                                           |
| Wilhelm Behrens                   | USPD                              |                                                         |
| Heinrich Böhning                  | SPD                               |                                                         |
| Heinrich Christoph Duhnsen        | DNVP                              | Ab dem 17. September 1921 als Nachrücker von Heidkämper |
| Hermann Heidkämper                | DNVP                              | Bis 1921                                                |
| Marie Kreft                       | SPD                               |                                                         |
| Friedrich Krömer                  | FVP                               |                                                         |
| Heinrich Johann Wilhelm Mensching | WP                                |                                                         |
| Heinrich Nerge                    | SPD                               |                                                         |
| Wilhelm Pickert                   | SPD                               |                                                         |
| Wilhelm Ernst Friedrich Schmidt   | DZP (Deutsche Zentrumspartei)     |                                                         |
| Heinrich Wilhelm Konrad Seegers   | keine Parteizugehörigkeit bekannt |                                                         |
| Georg Tietz                       | SPD                               |                                                         |
| Wilhelm Friedrich Wiegmann        | Unabhängiger (Fürstentreu)        |                                                         |
| Heinrich Zwitzers                 | DVP                               | Parlamentspräsident                                     |